# Dicrostonyx groenlandicus
Dicrostonyx groenlandicus е вид бозайник от семейство Хомякови (Cricetidae).

## Разпространение
Видът е разпространен в Гренландия, Канада (Нунавут, Северозападни територии и Юкон) и САЩ (Аляска).